# Азиатско-Тихоокеанский Университет Рицумэйкан
Азиатско-Тихоокеанский Университет Рицумэйкан (яп. 立命館アジア太平洋大学 Ritsumeikan Ajia Taiheiyō Daigaku), APU университет в Беппу, Оита, на острове Кюсю на юге Японии.

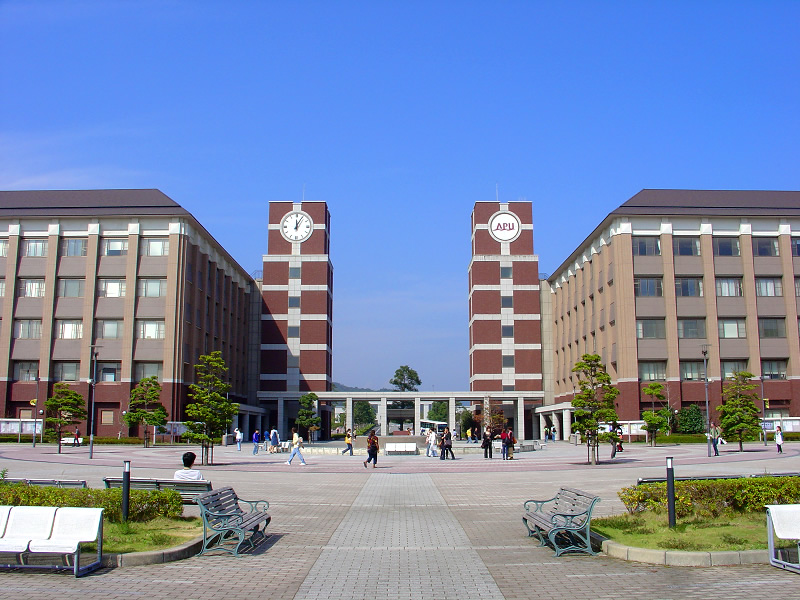
Ритсумейкан Азиатско-Тихоокеанский университет

В университете обучается около 5850 человек, в том числе 2900 местных и 2900 иностранных студентов (соотношение местных и иностранных студентов 50-50) из 90 стран и регионов. Половина из 172 штатных преподавателей также являются иностранцами из более чем 30 стран и регионов.
Университет был основан на идеалах «свободы, мира, человечности, международного взаимопонимания и будущего облика Азиатско-Тихоокеанского региона».

## Особенности кампуса

### Программы
В одном учебном году два четырехмесячных семестра. Один семестр делится на две четверти продолжительностью семь недель. Большинство занятий в ВСУ проводятся по четвертной системе. Студентов принимают на зачисление и выпускают два раза в год, весной и осенью.

Программы бакалавриата реализуются в Колледже международного менеджмента и Колледже азиатско-тихоокеанских исследований. Колледж международного менеджмента (APM) состоит из четырех кафедр: бухгалтерский учет и финансы (会計・ファイナンス), маркетинг (マーケティンク), стратегическое управление и организация (経営戦略と組織), инновации и экономика (イノベーション) . Колледж азиатско-тихоокеанских исследований (APS) также имеет четыре кафедры (направления обучения): окружающая среда и развитие (環境・開発), гостеприимство и туризм (観光学), международные отношения и исследования мира (国際関係), культура, общество и СМИ (文化・社会・メディア).
Специализированные программы последипломного образования проводятся в Высшей школе азиатско-тихоокеанских исследований (Graduate School of Asia Pacific Studies) и Высшей школе менеджмента. Программы магистратуры проводятся исключительно на английском языке.

### Японско-английская двуязычная система образования
APU практикует двуязычную систему образования на английском и японском языках в мультикультурной и многоязычной среде, в которой около половины преподавателей — иностранные граждане. На 1-м и 2-м курсах студенты будут получать базовое образование наанглийском или японском языке и в то же время работать над освоением другого языка. К 3-му и 4-му годам все учащиеся разовьют лингвистические способности, чтобы получить специализированное образование как на японском, так и на английском языках. Раздаточные материалы и уведомления будут написаны на японском и английском языках, а инструкции будут даны на японском и английском языках.

### Центр языкового образования
В дополнение к обычным программам на японском и английском языках Центр языкового образования предлагает изучение шести языков Азиатско-Тихоокеанского региона от начального до продвинутого, на китайском, корейском, малайском/индонезийском, испанском, тайском и вьетнамском языках. В APU они называются «языками Азиатско-Тихоокеанского региона».

### Прием на обучение
На 1 мая 2020 года в университете обучалось 5745 студентов, в том числе, 5475 обучались по программам бакалавриата, 197 — в аспирантуре и 73 — без степени. Студенты поровну распределены между двумя школами APU, Колледжем азиатско-тихоокеанских исследований (2768) и Колледжем международного менеджмента (2731). В университете насчитывался 2691 иностранный студент из 90 стран и регионов (доля иностранных студентов — 49,5 %). Такое соотношение японских и иностранных студентов является уникальной особенностью APU, который по абсолютному количеству зачисленных иностранных студентов уступает только Университету Васэда. Что касается страны происхождения, то большинство иностранных студентов прибывают из Восточной Азии, а именно из Южной Кореи (529 на 1 ноября 2022), Индонезии (345), Китая (372), Вьетнама (312), Таиланда (207) и Бангладеш (111).

### Библиотека

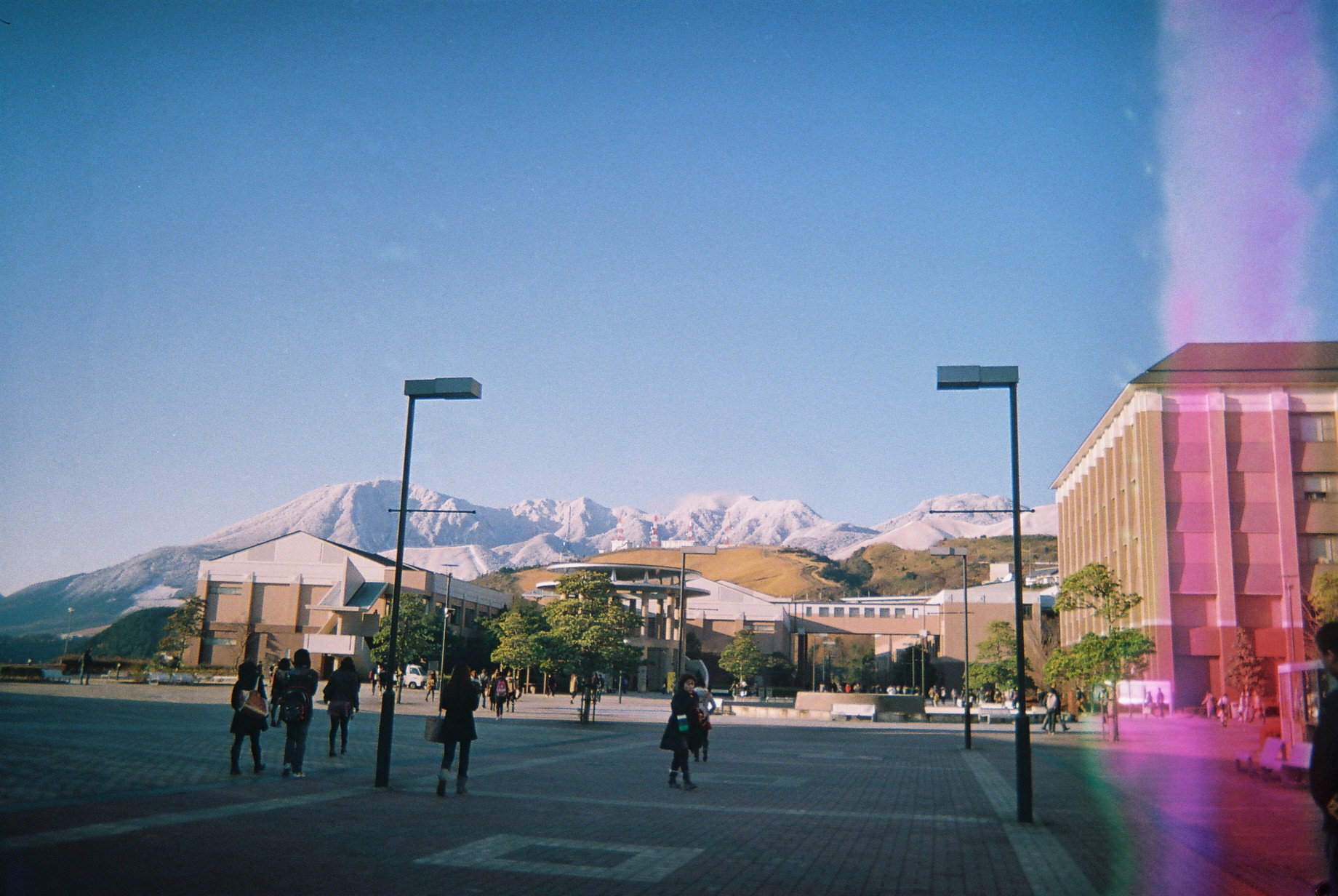
Азиатско-Тихоокеанский университет Рицумейкан, вид на кампус, январь 2012 г.

Библиотека предоставляет как бумажные, так и электронные носители, включая академические базы данных, журналы, газеты, учебники и DVD. Посетители могут запросить медиа из других кампусов Ritsumeikan, которые будут доставлены на стойку библиотеки.
APU выделил места для курения вокруг кампуса и возле студенческих общежитий. Остальная часть университета свободна от табачного дыма.

### Межкультурная осведомленность
В APU регулярно проводятся недели культуры страны, которые помогают учащимся узнать больше о зарубежных культурах, например, вьетнамская неделя, китайская неделя, индийская неделя, корейская неделя, индонезийская неделя, непальская неделя, бангладешская неделя, тайваньская неделя, неделя Шри-Ланки, тайская неделя, Неделя Мьянмы и Неделя Камбоджи.

### Внеклассные занятия
В APU существует более 100 студенческих организаций (известных как клубы или кружки), которые охватывают категории спорта, академических исследований, искусства и общественных организаций (например, волонтеров). Студенты могут свободно вступать в интересующие их клубы, а также могут создавать новые. Примеры студенческих организаций включают APU Yosshakoi (группа традиционных японских танцев), PRENGO (группа волонтеров), APU Wind Orchestra, Muay Thai (тайский бокс) и Global Business Leader. С 2015 года APU также проводит конкурс Global Business Case .

### Жилье на территории кампуса
Жилье на территории кампуса, AP House, предлагает иностранным студентам возможность жить рядом с кампусом в течение первого года обучения, поскольку они изучают образ жизни и обычаи в Японии. Имеются одноместные и общие номера. AP House предоставляет жильцам общие удобства и вещи, которые можно взять напрокат. Вспомогательные преподаватели и сотрудники находятся на месте, в дополнение к ассистентам-резидентам (RA), набранным из числа постоянных студентов. RA играют важную роль в AP House, поддерживая жителей и способствуя взаимодействию и обмену. Они также проводят некоторые мероприятия, такие как церемония входа в дом AP и приветственный ужин, а также «Всемирный фестиваль» в доме AP.

### Филиалы и представительства университета
Япония
- Офис в Токио
- Кампус Рицумейкан в Осаке

За границей
- 韓国オフィス Офис Кореи
- 立命館上海交通大学連絡処 Офис связи Ritsumeikan, расположенный в Шанхайском университете Цзяо Тонг
- 台湾弁事処 Управление Тайваня
- インドネシアオフィス Управление Индонезии
- タイオフィス Управление Таиланда
- カナダオフィス Офис Канады
- ベトナムオフィス Управление Вьетнама

## Известные выпускники и преподаватели
Президенты университета
- Казуичи Сакамото (январь 2000 г. — март 2004 г.)
- Монте-Кассим (апрель 2004 г. — декабрь 2009 г.)
- Шун Коренага (январь 2010 г. — декабрь 2017 г.)
- Харуаки Дегучи (январь 2018 г. — настоящее время)

Выпускники
- Косукэ Эномото (Киото / член городского совета Киотанабэ / апрель 2019-)
- Эмиль Дардак (заместитель губернатора Восточной Явы, Индонезия / февраль 2019-)
- Дисса Ахданиса (Индонезия, социальный предприниматель)
- Сэй Сугама (кубист)
- Юхо Хаясе (телерепортер Оита)
- Воан Эллисон (музыкальный промоутер)